# Persnäs
Persnäs är kyrkby i Persnäs socken i Borgholms kommun på norra Öland.
I den utsträckta byn ligger Persnäs kyrka och Persnäs fattighus.